# Bolbohamatum pyramidifer
Bolbohamatum pyramidifer är en skalbaggsart som beskrevs av Jan Krikken 1980. Bolbohamatum pyramidifer ingår i släktet Bolbohamatum och familjen Bolboceratidae. Inga underarter finns listade.